# Хотилово (Бологовский район)
Хоти́лово — село в Бологовском районе Тверской области в составе Куженкинского сельского поселения.
Расположено в 16 километрах к югу от районного центра Бологое. Через село проходит федеральная автодорога Москва — Санкт-Петербург М10 (E 105).
Южнее села, за рекой Шлина, расположена авиабаза Хотилово и жилой посёлок Хотилово-2.

## Население
По переписи 1989 года в селе 397 жителей.

Население по переписи 2002 года — 1544 человека, 822 мужчины, 722 женщины (очевидно с населением посёлка Хотилово-2).
По данным 2008 года — 308 жителей.

## История
В XIV—XV веках деревня Хотилово была приписана к Коломенскому погосту и входила в состав Деревской пятины Новгородской земли. В 1460 году по распоряжению Ивана III на почтовом тракте Москва-Новгород учреждались ямы (станции для смены лошадей и отдыха пассажиров). Для желающих служить ямщиком — «охотников» — нарезались ямские земли. Отсюда одна из версий происхождения названия «Хотилово». С XVI века известно название Хотиловский Ям. С основанием Санкт-Петербурга Хотиловский Ям оказался на середине главной дороги страны.
В декабре 1744 года по дороге в Петербург великий князь и наследник престола Пётр III заболел оспой и вынужден был задержаться в Хотилове более чем на месяц. Императрица Елизавета Петровна, присутствовавшая при наследнике, дала обещание построить в Хотилове церковь в знак благодарности за благополучное выздоровление. По личному распоряжению императрицы строительство церкви началось в 1745 году. В 1763 году проектирование и дальнейшее строительство было поручено архитектору Савве Чевакинскому. Освящение церкви Михаила Архангела произошло в 1783 году.
Хотилово XVIII века запечатлено в литературе, став одним из объектов «Путешествия из Петербурга в Москву» А. Н. Радищева (глава «Хотилов»).
В XVIII—XIX веках Хотилово было крупной почтовой станцией с торговыми лавками, трактирами, постоялыми дворами и даже Путевым дворцом, где останавливались на ночлег царствующие и княжеские особы.
В середине XIX — начале XX века село Хотилово относилась к одноимённым приходу и волости Валдайского уезда Новгородской губернии. В 1842 году здесь открылась школа для крестьянских детей — первая в Валдайском уезде. По данным на 1909 год село Хотилово имело 1319 жителей при 270 дворах.
В ходе коллективизации 1930-х годов организован колхоз «Новый путиловец». С 1935 года Хотилово центр сельсовета Бологовского района Калининской области.
В годы Великой Отечественной войны в Хотилово находился аэродром истребительной авиации. Многие жители села воевали, 173 из них не вернулись с фронта. В послевоенный период Хотилово стало благоустроенным селом с преуспевающим хозяйством, специализирующимся на растениеводстве и животноводстве.
В 1997 году в село Хотилово центр сельского округа, 158 хозяйств, 353 жителя. Центральная усадьба совхоза «Хотиловский», начальная школа, детский сад, Дом культуры, библиотека, магазин.
В 1998 году административный центр Хотиловского сельского округа перенесен в село Куженкино, в связи с чем Хотиловский сельский округ переименован в Куженкинский. С 2006 года в составе Куженкинского сельского поселения.

## Достопримечательности
- Церковь Архистратига Михаила, 1783 год, проект краеведы приписывают С. И. Чевакинскому. Значительный по своим художественным достоинствам памятник архитектуры был восстановлен. Интересно, что колокольня церкви находится на оси трассы Москва — Петербург, из-за этого прямое до того шоссе делает выгиб к юго-западу, обходя церковь.
- На шоссе, недалеко от села в сторону Твери, стоял пограничный столб на границе Тверской и Новгородских губерний. Примерная датировка: XVIII-начало XIX века. Он представлял собой двусторонний знак, украшенный массивными бронзовыми гербами — с новгородской стороны был изображен официальный герб этой губернии, а с тверской — два козла, опирающиеся на предмет, похожий на ступу или кубок. Столб разрушен в начале 1970-х годов.